# Esther Brand
Esther Cornelia Brand (dekliški priimek van Heerden), južnoafriška atletinja, * 29. september 1922, Springbok, Northern Cape, Južna Afrika, † 21. junij 2015, Bloemfontein.
Esther Brand je nastopila na Poletnih olimpijskih igrah 1952 v Helsinkih, kjer je dosegla uspeh kariere z osvojitvijo naslova olimpijske prvakinje v skoku v višino. Nastopila je tudi v metu diska, kjer se ji z dvajsetim rezultatom kvalifikacij ni uspelo uvrstiti v finale. 29. marca 1941 je izenačila svetovni rekord v skoku v višino s 1,66 m, veljal je dve leti.